# 2 Pułk Straży Granicznej
2 Pułk Straży Granicznej – jednostka organizacyjna Straży Granicznej w II Rzeczypospolitej.

## Formowanie i zmiany organizacyjne
17 grudnia 1918 szef Straży Granicznej płk Małyszko przedstawił Ministerstwu Spraw Wojskowych wstępny projekt etatów oddziałów granicznych. Na ich podstawie do końca lutego 1919 sformowano 2 pułk Straży Granicznej. W skład 1 pułku weszły: 1 dywizjon przeznaczony do ochrony granicy śląskiej oraz 2 dywizjon stacjonujący w Częstochowie. Pułk obsadzał linię graniczną Grabów–Dziedzice i Częstochowa–Wieluń–Włocławek.

## Dowódcy pułku
- płk Władysław Pederni[1]

## Przekształcenia
- 2 Dywizjon Straży Granicznej → II dywizjon 2 pułku Straży Granicznej → II dywizjon 2 pułku Wojskowej Straży Granicznej (do VI 1919) → 3 samodzielny dywizjon Wojskowej Straży Granicznej (do 1 II 1920) → 3 samodzielny dywizjon Strzelców Granicznych (do V 1921) → 10 pułk Strzelców Granicznych ↘ rozformowany